# Malgassochaetus pauliani
Malgassochaetus pauliani is een keversoort uit de familie Chaetosomatidae. De wetenschappelijke naam van de soort is voor het eerst geldig gepubliceerd in 1980 door Ekis & Menier.